# Penicillium jamesonlandense
Penicíllium jamesonlandénse (лат.) — вид несовершенных грибов (телеоморфная стадия неизвестна), относящийся к роду Пеницилл (Penicillium).

## Описание
На CYA колонии на 7-е сутки при 25 °C 0,5—7 мм в диаметре, стерильные, с белым мицелием. Реверс кремовый до кремово-жёлтого. На агаре с солодовым экстрактом (MEA) колонии на 7-е сутки до 4 мм в диаметре, неспороносящие или слабо спороносящие. На агаре с дрожжевым экстрактом и сахарозой (YES) колонии 2—12 мм в диаметре, неспороносящие, с кремово-жёлтым, иногда со временем коричневатым реверсом.
При 30 °C рост отсутствует.
При 15—20 °C на агаре с солодовым экстрактом (MEA) и овсяном агаре (OA) спороносит активно. Конидиеносцы двухъярусные, иногда с дополнительными веточками, 60—200 мкм длиной, 3,5—5 мкм толщиной, гладкостенные до слабо шероховатых. Метулы 8—16 мкм длиной, в мутовках по 3—4, несколько вздутые на верхушке. Фиалиды фляговидные, 8—11 × 3—3,5 мкм, с довольно длинной шейкой. Конидии яйцевидные, затем почти шаровидные и шаровидные, шероховатые, 2,7—3,3 мкм в диаметре, собраны в короткие неправильные цепочки.

### Отличия от близких видов
Отличается от Penicillium lanosum и близких видов выраженной психрофильностью — слабым ростом при 25 °C и отсутствием роста при 30 °C.

## Экология
Выделен из тундровых почв Гренландии и Вайоминга. Психрофильный вид.

## Таксономия
Penicillium jamesonlandense Frisvad & Overy, Int. J. Syst. Evol. Microbiol. 56 (6): 1435 (2006).